# Zouagha
Zouagha (àrab: زواغة, Zwāḡa; amazic estàndard marroquí: ⵣⵡⴰⵖⴰ, ZwaƔa) és un dels sis arrondissements de la ciutat de Fes, dins de la prefectura de Fes, a la regió de Fes-Meknès, al Marroc. Segons el cens de 2014 tenia una població total de 260.663 persones.